# Клойсберген
Клойсберген (на нидерландски: Kluisbergen) е селище в Северна Белгия, окръг Ауденарде на провинция Източна Фландрия. Населението му е около 6200 души (2006).